# Halominniza parentorum
Halominniza parentorum es una especie de arácnido del orden Pseudoscorpionida de la familia Olpiidae.

## Distribución geográfica
Se encuentra en la Isla Moucha (Yibuti).